# 科斯提
科斯提是非洲國家蘇丹東南部的城市，海拔高度380米，位於白尼羅河的西岸，距離首都喀土穆260公里，是棉花的貿易中心，該市東部有大型的糖廠，2008年人口415,593。

## 外部連結
- MSN Map - elevation = 380m[永久]
- UN population report （页面存档备份，存于）

13°10′00″N 32°40′00″E / 13.16667°N 32.66667°E